# Rubén Cela Díaz
Rubén Cela Díaz (Lugo, 1 de març de 1979) és un polític gallec membre de l'Executiva Nacional del Bloc Nacionalista Gallec i president de la Fundación Galiza Sempre.
Actiu en el nacionalisme gallec des dels setze anys, als Comités Abertos de Estudantes, als Comités Abertos de Faculdade i a Galiza Nova, de la qual fou secretari general. També va ser el director general de joventut de la Xunta de Galícia.
És llicenciat en Economia per la Universitat de Santiago de Compostel·la i treballa en el camp de la consultoria privada. És especialista en Dret Tributari i gerent local del BNG a Santiago de Compostel·la, on ha estat regidor.